# Area 51 (trò chơi điện tử 2005)
Area 51 là một game bắn súng góc nhìn thứ nhất khoa học viễn tưởng được phát hành vào năm 2005. Nó được phát triển bởi Midway Studios Austin và được Midway phát hành cho PlayStation 2, Xbox và Microsoft Windows, đã âm thầm hủy bỏ cho Nintendo GameCube. Nó là phiên bản làm lại của tựa game súng nhẹ cùng tên năm 1995, và được tiếp nối bởi tựa game vào năm 2007 BlackSite: Area 51 chẳng mấy liên quan tới bản gốc. Người chơi vào vai Ethan Cole, một đặc vụ HAZMAT được phái đến chỗ căn cứ Khu vực 51 để hỗ trợ dọn dẹp virus gây đột biến.

## Cốt truyện
Vào tháng 7 năm 1947, một tàu vũ trụ của người ngoài hành tinh đã bị rơi gần Roswell, New Mexico tại nước Mỹ. Phi thuyền này được Không quân Mỹ thu hồi và đưa đến Khu vực 51 ở Nevada, nơi người sống sót duy nhất trong vụ rơi đĩa bay, sinh vật chủng Grey hùng mạnh tên là Edgar (Marilyn Manson lồng tiếng), đang bị quân đội Mỹ giam giữ. Sau cùng, Grey đã mở một cuộc đối thoại với Illuminati dưới sự lãnh đạo đáng ngại của Mr. White (Phil Proctor lồng tiếng), và đã thỏa thuận với họ. Illuminati trao cho loài Grey một cơ sở nghiên cứu 3 dặm bên dưới bề mặt của Khu vực 51, việc sử dụng căn cứ này đóng vai trò như một địa điểm hạ cánh, và cung cấp cho họ các đối tượng thử nghiệm là con người, cùng với các nhà khoa học của nhân loại, sẽ nghiên cứu một loại virus gây đột biến nhằm sử dụng trong một cuộc chiến trên quê hương của họ. Đổi lại, Grey sẽ cung cấp cho Illuminati quyền tiếp cận độc quyền công nghệ của loài Grey. Illuminati đã sử dụng một số công nghệ này để theo dõi dân chúng trên Trái Đất.
Chủng tộc Grey  và các nhà khoa học loài người cuối cùng đã phát triển một loài sinh vật ngoài hành tinh cực mạnh - được gọi là "Theta", là tác nhân lây lan virus. Không ai biết đến nhiều nhà khoa học làm việc trong dự án, Grey và Illuminati cũng đang lên kế hoạch sử dụng virus chống lại cư dân Trái Đất và thống trị hành tinh này. Khi Tiến sĩ Winston Cray (Ian Abercrombie lồng tiếng) phát hiện ra kế hoạch, anh ta đã thả "Theta" và virus gây đột biến khắp Khu vực 51, trong nỗ lực làm chậm sự lây lan của chủng virus này lại. Điều này đã thúc đẩy quân đội gửi một Lực lượng phản ứng nhanh dưới quyền chỉ huy của Thiếu tá Bridges (Powers Boothe lồng tiếng) tới cách ly và kìm hãm virus. HAZMAT Team Delta, đội đầu tiên được gửi đến Khu vực 51 bị phục kích bởi sinh vật "Theta", hứng chịu tổn thất về nhân mạng, trước khi rút sâu vào căn cứ. HAZMAT Team Bravo, bao gồm trưởng nhóm Ramirez, McCan, Crispy, và chuyên gia phái đoàn Ethan Cole (David Duchovny lồng tiếng) được gửi đến để tìm cho ra đội Delta.
Sau khi lần đầu chạm trán đám dị nhân, McCan bị giết khi một dị nhân chặt đầu anh ta. Sâu hơn vào căn cứ, Crispy và Ramirez đều bị Theta phục kích và giết chết, để lại Cole một mình. Cole xoay xở tìm được phần còn lại của Delta, tuy nhiên họ lại bị Theta tấn công, và tất cả trừ Cole và trung úy Chew đều bị giết. Đi lên trên đỉnh, Illuminati vô hiệu hóa thang máy chở hàng, giết Chew và khiến Cole bị một dị nhân cắn trúng người, một phần làm anh ta biến đổi. Có thể chuyển đổi giữa hình dạng con người và người đột biến, Cole được thi thể Edgar sống lại hướng dẫn tiến sâu hơn vào căn cứ nhằm cung cấp thông tin bằng thần giao cách cảm. Cole được dẫn đến phòng thí nghiệm sinh học của Tiến sĩ Cray, nơi Cray tuyên bố có thời gian để khử độc Cole và loại bỏ virus. Trước khi anh ta có thể được chữa khỏi, bỗng dưng họ bị Illuminati tấn công, giết chết Cray và dừng quá trình này lại.
Cole tiến sâu hơn vào hệ thống hang động, rồi sau cùng anh ta được làm quen với Theta. Anh bèn ra tay giết sinh vật này, báo thù cho cả đội của anh ta và HazTeam Delta. Anh tình cờ gặp lại Edgar sâu hàng dặm bên dưới bề mặt khu vực này tiết lộ rằng các nhà khoa học sử dụng DNA của mình để tạo ra virus này, và bản chất của những thí nghiệm tại căn cứ, mà giết chết hàng chục giống loài của mình để thu hoạch nó. Sau đó anh ta kể cho Cole về lịch sử của Grey và Khu vực 51. Edgar đem Cole ra chữa trị virus gây đột biến và hướng dẫn anh ta tiêu diệt con tàu của Grey, đang rời đi với hàng chục bản sao Theta. Cole định vị con tàu và phá hủy nó bằng cách làm quá tải lò phản ứng của nó, và sử dụng một thiết bị dịch chuyển tức thời để trốn vào sa mạc Nevada. Anh đáp xuống khu vực "White Mailbox" và chứng kiến Khu vực 51 bị con tàu nổ tung phá hủy trong cơn lốc xoáy như vụ nổ. Cole quan sát khi một chiếc xe tải chạy qua, với một container màu xanh lá cây giống như người ngoài hành tinh trên tàu với những nội dung không xác định bên trong và rời khỏi địa điểm này. Cole phản ánh mục đích ban đầu của mình tại Khu vực 51 và nhận ra rằng trong khi mình và Hazmat Team Bravo đã thất bại, sự hy sinh của họ có thể đã cứu vãn nhân loại khỏi cuộc xâm lược của người ngoài hành tinh.

## Lối chơi

Hình chụp màn hình một cảnh giao chiến trong game.

Area 51 thuộc thể loại bắn súng góc nhìn thứ nhất, được chơi từ góc nhìn của nhân vật chính, Ethan Cole. Trò chơi có máy móc có thể hoạt động, bao gồm cả tháp pháo, bên cạnh kho vũ khí của người chơi. Xuyên suốt game, người chơi sử dụng nhiều loại vũ khí, cả phe con người và người ngoài hành tinh, để đánh bại đối phương. Hầu hết các vũ khí chỉ có thể được sử dụng bằng một tay, tuy nhiên người chơi có thể sử dụng một số vũ khí bằng hai tay, chẳng hạn như Shotgun và Sub-Machine Gun. Mỗi vũ khí cũng có thể được sử dụng làm vũ khí cận chiến để chiến đấu tầm gần. Mỗi loại vũ khí có hai chế độ bắn, đầu tiên là kiểu bắn chính thống, trong khi thứ hai là mức hỏa lực cao hơn nhiều, với chi phí đạn dược và độ chính xác cho người chơi. Người chơi cũng có thể sử dụng lựu đạn nổ.
Giữa chừng, Ethan Cole bị nhiễm mutagen và tạm thời có thể biến thành người đột biến. Đột biến mang lại nhiều lợi ích khác nhau, chẳng hạn như tăng sức mạnh, sức chịu đựng, cũng như khả năng ban đầu để bắn các ký sinh trùng bổ sung cột máu cũng như khả năng gây nhiễm độc cho kẻ thù sau này, với chi phí giảm thời gian đột biến. Mặc dù ở dạng đột biến, người chơi có thể dễ dàng phát hiện đối phương, nếu không sẽ bị che khuất vào mắt người thông thường, mặc dù có khiếm khuyết mắt nhẹ. Người chơi dễ dàng bổ sung lại máu và gây đột biến thông qua việc sử dụng ống tiêm y tế được tìm thấy trong game hoặc bằng cách sử dụng ký sinh trùng, và gây đột biến bằng chiến đấu cận chiến hoặc "sử dụng" xác chết bị nhiễm bệnh hoặc bằng cách tìm ra ống tiêm gây đột biến.
Một khía cạnh đáng chú ý của trò chơi là khả năng quét và phân tích các đối tượng khác nhau trong môi trường game. Điều này có thể bằng cách sử dụng máy quét có trên bộ đồ của người chơi, được đeo trong suốt game. Trong khi sử dụng máy quét, người chơi không có quyền mang vũ khí và phải chuyển sang vũ khí có sẵn để chiến đấu (mặc dù chúng vẫn có thể cận chiến). Quét cung cấp thông tin chi tiết về môi trường xung quanh người chơi, cũng như kẻ địch tham chiến. Máy quét, khi được trang bị, thêm một thanh mờ vào màn hình HUD của người chơi, nó thay đổi màu sắc và chiều cao từ màu xanh nhạt, sang màu đỏ đậm. Thanh này cho biết mức độ gần hoặc xa của một người chơi, với một trong nhiều manh mối có thể quét được, chẳng hạn như thư mục tập tin hoặc trợ lý kỹ thuật số cá nhân. Máy quét có thể thu thập thông tin từ số vật phẩm mà không bị chạm vào. HUD hiển thị màu đỏ khi người chơi ở rất gần và màu xanh khi ở rất xa. Các vật phẩm được quét có thể xem được trong trò chơi, cung cấp cái nhìn sâu sắc về hoạt động của Khu vực 51, cũng như chứng minh cần thiết để mở khóa các video bí mật do Tiến sĩ Cray hoặc Mr. White thực hiện.

## Đón nhận
Phiên bản PlayStation 2 nhận được "đánh giá chung có lợi", trong khi phiên bản PC và Xbox nhận được "đánh giá trung bình", theo trang web tổng hợp kết quả đánh giá Metacritic.

## Phim chuyển thể
Năm 2004, trước khi phát hành trò chơi, Paramount Pictures tuyên bố rằng họ đã đạt được thỏa thuận liên quan đến bản quyền phim cho tựa game này. Vào tháng 3 năm 2007, tác giả truyện tranh Grant Morrison được thuê để chuyển thể trò chơi thành kịch bản phim. Dự án này không liên quan đến bộ phim Area 51 của Oren Peli.